# دایملر-بنز دی‌بی ۶۰۴
دایملر-بنز دی‌بی ۶۰۴ (به انگلیسی: Daimler-Benz DB 604) یک موتور هواگرد ساختِ کارخانهٔ دایملر-بنز در کشور آلمان نازی است.